# Kurt Knispel
Kurt Knispel, nemški podčastnik Waffen-SS in tankovski as, * 20. september 1921, Salisfeld, † 28. april 1945, Znaim.
Knispel je med drugo svetovno vojno uničil 168 sovražnikovih tankov (42 kot poveljnik tanka, 126 kot tankovski strelec).

## Napredovanja
- SS-Scharführer (1. november 1944)

## Odlikovanja
- 1939 železni križec II. razreda
- 1939 železni križec I. razreda
- nemški križ v zlatu (20. maj 1944)